# Mark Crossley
Mark Geoffrey Crossley (* 16. Juni 1969 in Barnsley, England) ist ein ehemaliger walisischer Fußballspieler.

## Nottingham Forest
Nachdem Mark Crossley 1987 seine Profikarriere bei Nottingham Forest gestartet hatte, konnte er sich zur Saison 1990/91 als Stammtorhüter durchsetzen. Der bisherige Torhüter Steve Sutton wechselte daraufhin 1992 zu Derby County. Gleich in seiner ersten Saison erreichte Crossley mit seiner Mannschaft das Finale des FA Cup. Am 18. Mai 1991 verlor Forest jedoch vor 80.000 Zuschauern im Wembley-Stadion mit 1:2 gegen Tottenham Hotspur um Paul Gascoigne und Gary Lineker.
Nach der Umstrukturierung des englischen Profifußballs stieg Forest in der Premier League 1992/93 als Tabellenletzter in die zweite Liga ab. Crossley blieb seinem Verein treu und schaffte den direkten Wiederaufstieg. In der Premier League 1994/95 gelang dem Aufsteiger ein sehr guter dritter Tabellenplatz hinter Meister Blackburn Rovers. In der anschließenden Saison erreichte Nottingham das Viertelfinale des UEFA-Pokal 1995/96, scheiterte dort jedoch deutlich am FC Bayern München. Viele Mannschaftskollegen von Crossley hatten das Team inzwischen verlassen und so konnte Forest nicht mehr an frühere erfolgreichere Zeiten anknüpfen. Es folge der erneute Abstieg 1996/97 und nach zwischenzeitlichem Wiederaufstieg, ein weiterer Abstieg in der Premier League 1998/99. Auch diesen erneuten Gang in die zweite Liga trat er mit seiner Mannschaft an, wurde jedoch nach dem verpassten Aufstieg aufgrund finanzieller Probleme des Vereins zur Saison 2000/01 an den FC Middlesbrough verkauft.

## FC Middlesbrough
Die Zeit in Middlesbrough verlief für Mark Crossley wenig glücklich. Er kam selten zum Zuge und wurde 2003 für einige Monate an Stoke City verliehen. Auch nach seiner Rückkehr konnte er sich keinen Stammplatz erkämpfen und wechselte daraufhin nach nur 23 Ligaspielen in 3 Jahren zum FC Fulham.

## FC Fulham
Auch in London lief es die ersten beiden Spielzeiten nicht gut für den mittlerweile 34-Jährigen. Die Nummer 1 in diesen beiden Jahren war der niederländische Weltklassetorhüter Edwin van der Sar und erst nach dessen Wechsel zu Manchester United vor der Saison 2005/06 schaffte Crossley den Sprung ins Tor. Nach der Verpflichtung des finnischen Nationaltorhüters Antti Niemi vom FC Southampton war diese Phase jedoch schnell wieder vorbei und er fand sich auf der Ersatzbank wieder. 2006/07 wurde er für einige Zeit an Sheffield Wednesday ausgeliehen, bevor er 2007 zu Oldham Athletic wechselte.

## Oldham Athletic
In der Saison 2007/08 traf Crossley in der Football League One auf seinen langjährigen Ex-Verein Nottingham Forest, die mittlerweile bis in die dritte Liga abgestiegen waren. Während Forest als Tabellenzweiter in die Football League Championship aufstieg, verpasste Oldham als Tabellenachter den Aufstieg. Nach einem zehnten Platz in der Saison 2008/09 wechselte er im Sommer 2009 zum FC Chesterfield, wo er auch zum Trainerteam gehörte.

## Nationalmannschaft
Nach drei Spielen für die englische U-21 Auswahl entschied sich Mark Crossley für die walisische Nationalmannschaft zu spielen. Er absolvierte immerhin acht Länderspiele, blieb jedoch Ersatztorhüter hinter Neville Southall.